# الأمير كارلو، دوق كاسترو
الأمير كارلو بوربون-الصقليتين، ودوق كاسترو (ولد في 24 فبراير 1963) هو أحد المُطالبين برئاسة بيت بوربون-الصقليتين [الإنجليزية].

## الحياة المبكرة
ولد الأمير كارلو في سان رافاييل، فار، فرنسا، وهو الابن الوحيد للأمير فرديناند، دوق كاسترو [الإنجليزية] وشانتال دي شيفرون فيليت. تلقى تعليمه في كلية ستانيسلاس ودرس لاحقاً في الجامعة الدولية الحرة في باريس.

## الزواج والإنجاب
تزوج الأمير كارلو من كاميلا كروشياني، ابنة الملياردير الإيطالي كاميلو كروشياني في 31 أكتوبر 1998، وزوجته الثانية الممثلة الإيطالية إيدي فيسيل. أنجب كارلو وكاميلا طفلتين:
- الأميرة ماريا كارولينا، دوقة كالابريا، دوقة باليرمو ووريثة العرش لبيت بوربون دو صقلية (من مواليد 2003)[3]
- الأميرة ماريا كيارا، دوقة نوتو وكابري (من مواليد 2005)[4]

## المطالبة برئاسة بيت بوربون-الصقليتين
نجح كارلو في المطالبة بزعامة بيت الصقليتين في 2008، واستخدام لقب دوق كاسترو الذي كان والده يطالب به. أصبح هذا الادعاء محل نزاع من قبل الفرع الإسباني لبيت الصقليتين. وبصفته مدعياً لرئاسة البيت، فإنه يدعي أيضاً أنه صاحب السيادة على وسام القديس جورج العسكري المقدس القسطنطيني وكذلك وسام فرانسيس الأول الملكي.
بدأ النزاع بين الفرعين الكاسترواني والإسباني من العائلة بعد وفاة آخر رئيس غير متنازع عليه في البيت، فرديناند بيوس، في 1960. وبموجب حق البكورة، كان الوريث الذكر المباشر لفرديناند بيوس هو ابن أخيه إنفانتي ألفونسو، نجل كارلوس الأخ الأصغر الأكبر لبيوس. تزوج كارلوس من ماريا دي لاس مرسيدس، أميرة أستورياس، الوريثة المفترضة لإسبانيا، في 1901. ونتيجة لهذا الزواج، أُجبرت عائلته كارلوس على التنازل عن "خلافته النهائية لتاج" الصقليتين، بما يتماشى مع الاتفاق الذي دام قروناً والذي يقضي بعدم توحيد تاجي إسبانيا والصقليتين. على الرغم من أن البعض فسر هذا التنازل على أنه إزاحة كارلوس وذريته من خط خلافة الصقليتين، إلا أن أنصار ألفونسو زعموا أن التنازل لن ينطبق إلا إذا أصبحت زوجة كارلوس أو أحد أبنائه في النهاية حاكماً لإسبانيا، وهو ما لم يحدث وكان من المرجح ألا يحدث وقت التوقيع على الاتفاق بغض النظر عن ذلك. ومع ذلك، بدأ رانييري، شقيق فرديناند بيوس وكارلوس الأصغر، في اعتبار نفسه وريثاً لبيوس. ادعى كل من رانييري وألفونسو، عند وفاة بيوس، أنهما الرئيسان الشرعيان للعائلة.
اعترف الحكومة الإسبانية رسمياً بنسل ألفونسو من العائلة (الذي يمثله اليوم بيدرو، منافس كارلو) باعتباره النسل الشرعي، إلى جانب العائلة الملكية الإسبانية، والبيت الملكي البارميزاني والعائلة الملكية البرتغالية، بينما جرى الاعتراف بنسل رانييري من قبل العديد من العائلات الأوروبية غير الحاكمة للملكيات السابقة (لم يصرح أي ملك حالي باستثناء ملك إسبانيا رسمياً بوجهة نظره في هذا الأمر)، مثل كونت باريس، وأومبيرتو ملك إيطاليا، وجوتفريد أرشيدوق النمسا-توسكانا، ودوق بافاريا، ودوق فورتمبيرغ، ودوق أوستا، ودوق جنوة، ودوق هوهنبيرج، والأمير لويس من أورليانز-براجانزا وميخائيل أمير اليونان، بالإضافة إلى جميع الأعضاء الآخرين في البيت الصقلي نفسه. وقد زعم البعض أن كونتات باريس دعموا نسل كاسترو ببساطة لأن زعمهم بالعرش الفرنسي يعتمد بالكامل على نفس مبدأ التنازل الذي ينص عليه قانون كان، وبالتالي فإن دعم نسل كالابريا يتعارض مع مصلحتهم. ومع ذلك، فقد استبعد الباريسيون جانباً فرعاً تخلى عن ادعاء الصعود إلى عرش أجنبي والذي يحكم ذلك العرش حتى اليوم (آل بوربون في إسبانيا). ومن المثير للاهتمام أن معظم المؤيدين الصريحين الآخرين لنسل كاسترو كانوا إما أصهار كونت باريس أو قريبين منه.